# The Day That Never Comes
The Day That Never Comes (с англ. — «День который никогда не наступит») — сингл группы Metallica из девятого студийного альбома Death Magnetic. Заглавная песня сингла была выпущена на радио и для цифрового скачивания 21 августа 2008 года.

## Музыкальное видео
Клип на песню был снят в пустыне за пределами Лос-Анджелеса, в штате Калифорния, 31 июля 2008 под руководством датского режиссёра Томаса Винтерберга. Видео впервые появилось на официальном сайте группы 1 сентября 2008.

## Список композиций
| №  | Название                   | Длительность |
| -- | -------------------------- | ------------ |
| 1. | «The Day That Never Comes» | 7:56         |
| 2. | «No Remorse» (Live)        | 5:33         |

- Песня «No Remorse» (Live) была записана в Орландо, в 2003 году[5].

## Участники записи
Metallica
- Джеймс Хетфилд — ритм-гитара, вокал, первые гитарные соло
- Ларс Ульрих — ударные
- Кирк Хэмметт — соло-гитара
- Роберт Трухильо — бас-гитара

Продюсирование
- Рик Рубин — продюсер
- Тед Дженсен — мастеринг
- Грег Фидельман — микширование
- Томас Винтерберг — клипмейкер

## Позиции в Чартах
| Чарт (2008)                                                        | Позиция |
| ------------------------------------------------------------------ | ------- |
| Австралия (ARIA)                                                   | 18      |
| Австрия (Ö3 Austria Top 40)                                        | 25      |
| Бельгия/Фландрия (Ultratop 50)                                     | 11      |
| Бельгия/Валлония (Ultratop 50)                                     | 25      |
| Канада (Billboard Canadian Hot 100)                                | 9       |
| Дания (Tracklisten)                                                | 3       |
| Финляндия (Suomen virallinen lista)                                | 1       |
| Ирландия (IRMA)                                                    | 14      |
| Италия (FIMI)                                                      | 39      |
| Нидерланды (Single Top 100)                                        | 20      |
| Новая Зеландия (Recorded Music NZ)                                 | 14      |
| Норвегия (VG-lista)                                                | 1       |
| Polish Singles Chart                                               | 1       |
| Швеция (Sverigetopplistan)                                         | 3       |
| Великобритания (OCC UK Singles)                                    | 19      |
| Европа (Billboard European Hot 100 Singles) · (недоступная ссылка) | 2       |
| США (Billboard Hot 100)                                            | 31      |
| США (Billboard Mainstream Rock)                                    | 1       |
| США (Billboard Alternative Airplay)                                | 5       |
| Венесуэла Pop Rock (Record Report)                                 | 4       |

## Сертификация
| Регион | Сертификация | Продажи  |
| --- | ------------ | -------- |
| Австралия (ARIA) | Золотой      | 35 000   |
| Новая Зеландия (RMNZ) | Золотой      | 15 000   |
| США (RIAA) | Золотой      | 500 000^ |
| ^ Данные о тиражах приведены только на основе сертификации. · Данные о продажах + прослушиваниях приведены только на основе сертификации. |              |          |